# Selbjørn
Selbjørn är den näst största och sydligaste ön i Austevolls kommun i Vestland fylke i västra Norge. Ön är 25 kvadratkilometer stor med Kongsfjellet som högsta punkt med 185 meter över havet.
Söder om ön ligger Selbjørnsfjorden, som skiljer åt Austevolls och Fitjars kommuner. Fram till 1964 tillhörde södra delen av ön Fitjars kommun och norra delen Austevoll. Handelsorten  Bekkjarvik är öns största tätort med 383 invånare, och andra orter är Salthella, Rabben, Grasdal och Gauksheim. 
Selbjørn har broförbindelse från Bekkjarvik till resten av Austevolls kommun genom fylkesväg 546 som går via Selbjørnsbron över Bekkjarviksundet till Huftarøy. Från Bekkjarvik går också fylkesväg 5136 söderut mot Gauksheim medan fylkesväg 5138 följer norra delen av ön och västerut till Salthella och vidare över Stolmessund till den närliggande ön Stolmen.

## Namnet Selbjørn
Tidigare namn på ö är Salbjorn i Snorres Edda. År 1567 kallades ön Søldbiønn och 1723 Sælbiørn. Vissa menar att det tidigare namnet var tabu och att ön tidigare kan ha ett annat djurnamn.[källa behövs] Fiskare skulle till exempel inte nämna ordet «katt» när de var ute på havet och skulle istället säga «klodjuret» eller «Salens bjørn».